# ديفيد دينك
ديفيد دينك (بالسويدية: David Dencik) (و. 1974 – م) هو ممثل من السويد، الدنمارك . ولد في ستوكهولم .

## التعليم
تعلم في Swedish National Academy of Mime and Acting (1999–2003)

## روابط خارجية
- ديفيد دينك على موقع IMDb (الإنجليزية)
- ديفيد دينك على موقع روتن توميتوز (الإنجليزية)
- ديفيد دينك على موقع قاعدة بيانات الأفلام العربية
- ديفيد دينك على موقع ألو سيني (الفرنسية)
- ديفيد دينك على موقع أول موفي (الإنجليزية)
- ديفيد دينك على موقع قاعدة بيانات الأفلام السويدية (السويدية)
- ديفيد دينك على موقع قاعدة بيانات الفيلم (الإنجليزية)
- ديفيد دينك على موقع كينوبويسك (الروسية)